# 資訊偏誤 (心理學)
資訊偏誤是一種認知偏誤，是指人們认为可以获取的信息越多，對於做出决策就越好或越有利。但實際上人们通常可以完全用更少的信息做出更好的预测或決策，資訊過多并不意味著肯定就能做出更好的決策。